# オットー2世 (プファルツ＝モスバッハ＝ノイマルクト公)
オットー2世（Otto II., 1435年6月26日 - 1499年6月8日）は、プファルツ＝モスバッハ＝ノイマルクト公。オットー1世と下バイエルン＝ランツフート公ハインリヒ16世の娘ヨハンナの子。
1361年、父の死によりモスバッハとノイトマルクを相続した。天文学、数学に熱中しており、1490年にプファルツ選帝侯フィリップに全権を委譲、1499年に亡くなるまで科学に余生を費やした。死後、所領はフィリップに受け継がれた。
| スタブアイコン | サブスタブ | この項目は、まだ閲覧者の調べものの参照としては役立たない、人物に関連した書きかけの項目です。この項目を加筆・訂正などしてくださる協力者を求めています（P:人物伝/PJ:人物伝）。 |